# Benjamin Vomáčka
Benjamin Vomáčka (Liberec, 27 giugno 1978) è un ex calciatore ceco, di ruolo difensore.

## Carriera

### Club
Difensore centrale o terzino destro, dopo aver giocato con Slovan Liberec, Bohemians 1905 e Viktoria Pilsen nel 2002 si trasferisce in Slovacchia, passando allo Slovan Bratislava. Il 31 luglio 2004 realizza il suo primo gol stagionale nel 5-1 sull'Artmedia Petrzalka. Con lo Zilina gioca sia in Coppa UEFA che in Champions League, vincendo quattro titoli nazionali in cinque stagioni prima di tornare in patria vestendo la casacca dello Slavia Praga. In seguito gioca anche per il Banik Ostrava e per il Trinec, in seconda categoria.

## Palmarès

### Club

#### Competizioni nazionali
- Campionato slovacco: 2

Zilina: 2003-2004, 2006-2007
- Supercoppa di Slovacchia: 2

Zilina: 2004, 2007